# Lagocephalus wheeleri
Lagocephalus wheeleri är en fiskart som beskrevs av Abe, Tabeta och Kitahama 1984. Lagocephalus wheeleri ingår i släktet Lagocephalus och familjen blåsfiskar. Inga underarter finns listade i Catalogue of Life.